# Dog Bark Park Inn
Dog Bark Park Inn — готель, розташований уздовж шосе 95 у місті Коттонвуд, штат Айдахо. Готель побудований у формі бігля, що робить його відомою пам'яткою штату. Місцеві жителі називають його «Милий Віллі». Готель, розташований на півночі центральної частини штату Айдахо, — це готель типу «ліжко та сніданок» із двома спальнями, в якому також є предмети на собачу тематику.

## Історія
Спроєктований і побудований подружжям Деннісом Салліваном і Френсіс Конклін як найбільший у світі готель типу «ліжко та сніданок», він був відкритий у серпні 2003 року.

## Послуги
Dog Bark Park складається з готелю типу «ліжко та сніданок», сувенірної крамниці та центру для відвідувачів, а також галереї художників бензопил Денніса Саллівана та Френсіс Конклін. Тут представлені різьблені зображення багатьох порід собак.